# Эрнандес де Леон, Бернардо
Берна́рдо Эрна́ндес де Лео́н (исп. Bernardo Hernández de León; 10 июня 1993, Кадерейта-Хименес, Мексика) — мексиканский футболист, защитник клуба «Пасифик» (Масатлан).

## Клубная карьера
Эрнандес — воспитанник клуба «Монтеррей». 11 августа 2013 года в матче против «УАНЛ Тигрес» он дебютировал в мексиканской Примере. 25 сентября в поединке Кубка Мексики против «Пуэблы» Бернардо забил свой первый гол за «Монтеррей». В том же году он стал обладателем Кубка чемпионов КОНКАКАФ.

## Международная карьера
В 2013 году в составе молодёжной сборной Мексики Бернардо стал чемпионом КОНКАКАФ среди молодёжных команд. На турнире он сыграл в матчах против молодёжных команд Ямайки, Кюрасао, США и дважды Сальвадора. Летом того же года Эрнандес поехал с молодёжной командой на чемпионат мира в Турцию. На турнире он сыграл в матчах против команд Греции, Парагвая, Мали и Испании.

## Достижения
Командные
 «Монтеррей»
- Обладатель Кубка чемпионов КОНКАКАФ — 2012/2013

Международные
 Мексика (до 20)
- Чемпионат КОНКАКАФ среди молодёжных команд — 2013